# Thérapie de la réalité
La thérapie de la réalité ou thérapie par le réel, a été inventée, développée et mise au point par William Glasser. Elle repose sur les choix de l'individu. Dans cette perspective, si un individu peut reconsidérer ses choix, il pourrait guérir car la maladie est considérée ici comme un choix ou comme une faiblesse qui ne serait pas inéluctable. 
La thérapie de la réalité ne se concentre pas sur l'analyse du passé, elle mise plutôt sur le développement de moyens pour satisfaire les besoins de l'individu et l'aider à avoir des relations harmonieuses avec ses proches. La thérapie de la réalité insiste sur la responsabilité de l'individu qui est placé devant des choix moraux auxquels il est sain de faire face.

## Les 6 grands principes
1. La maladie mentale est une faiblesse plutôt qu'une maladie.
2. Il est inutile de fouiller le passé.
3. La coopération vaut mieux que le transfert.
4. L'examen conscient est préférable à l'exploration incertaine de l'inconscient.
5. Il faut insister sur les principes moraux.
6. Mieux vaut instruire qu'être non-directif[2].

## Les cinq besoins psychologiques
- besoin d'appartenance, aimer et se sentir aimé
- besoin de liberté
- besoin de plaisir
- besoin de pouvoir sur sa vie
- besoin de survie et reproduction.